# LGBT

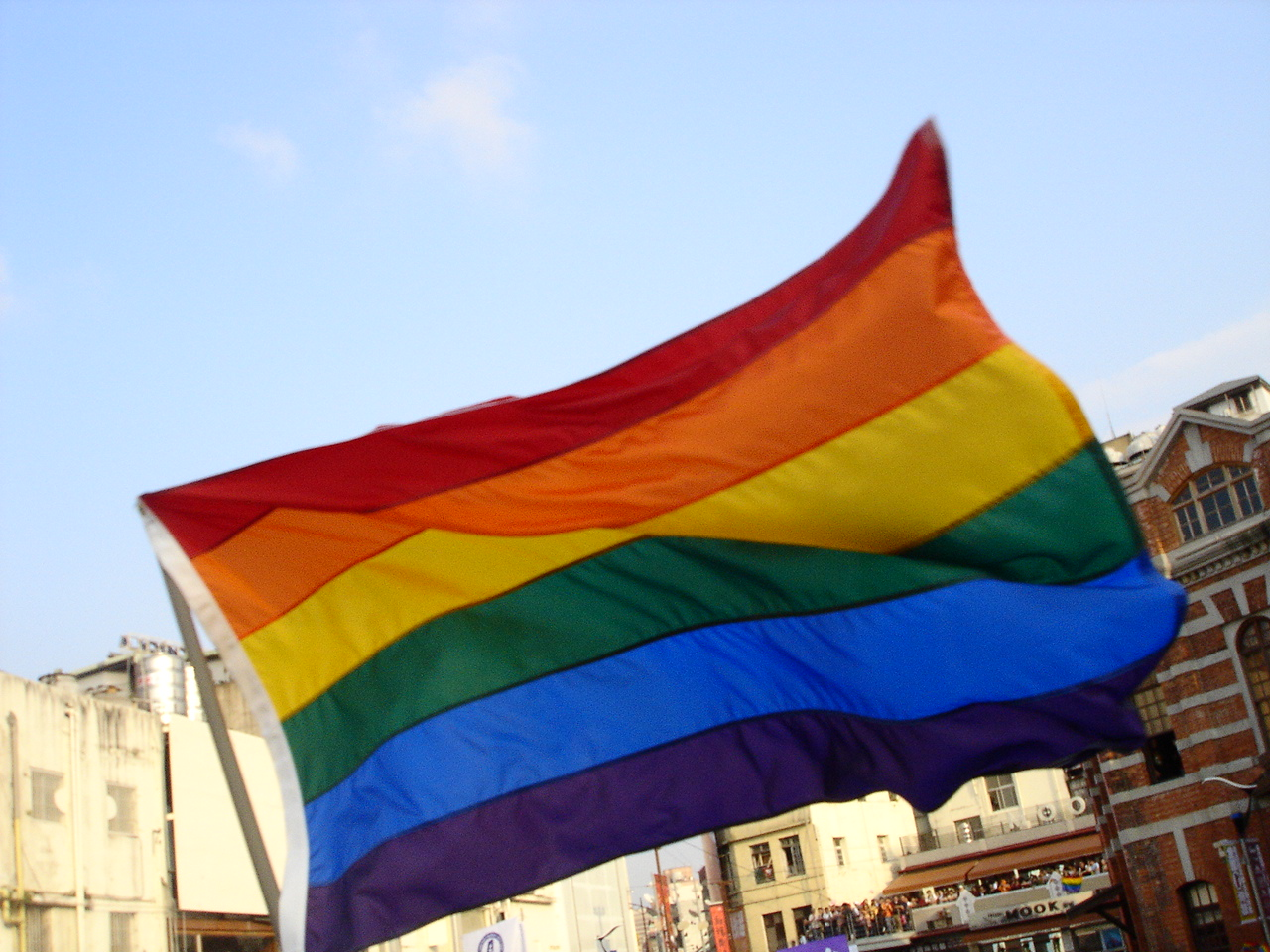
Eines der LGBT-Symbole ist die Regenbogenflagge

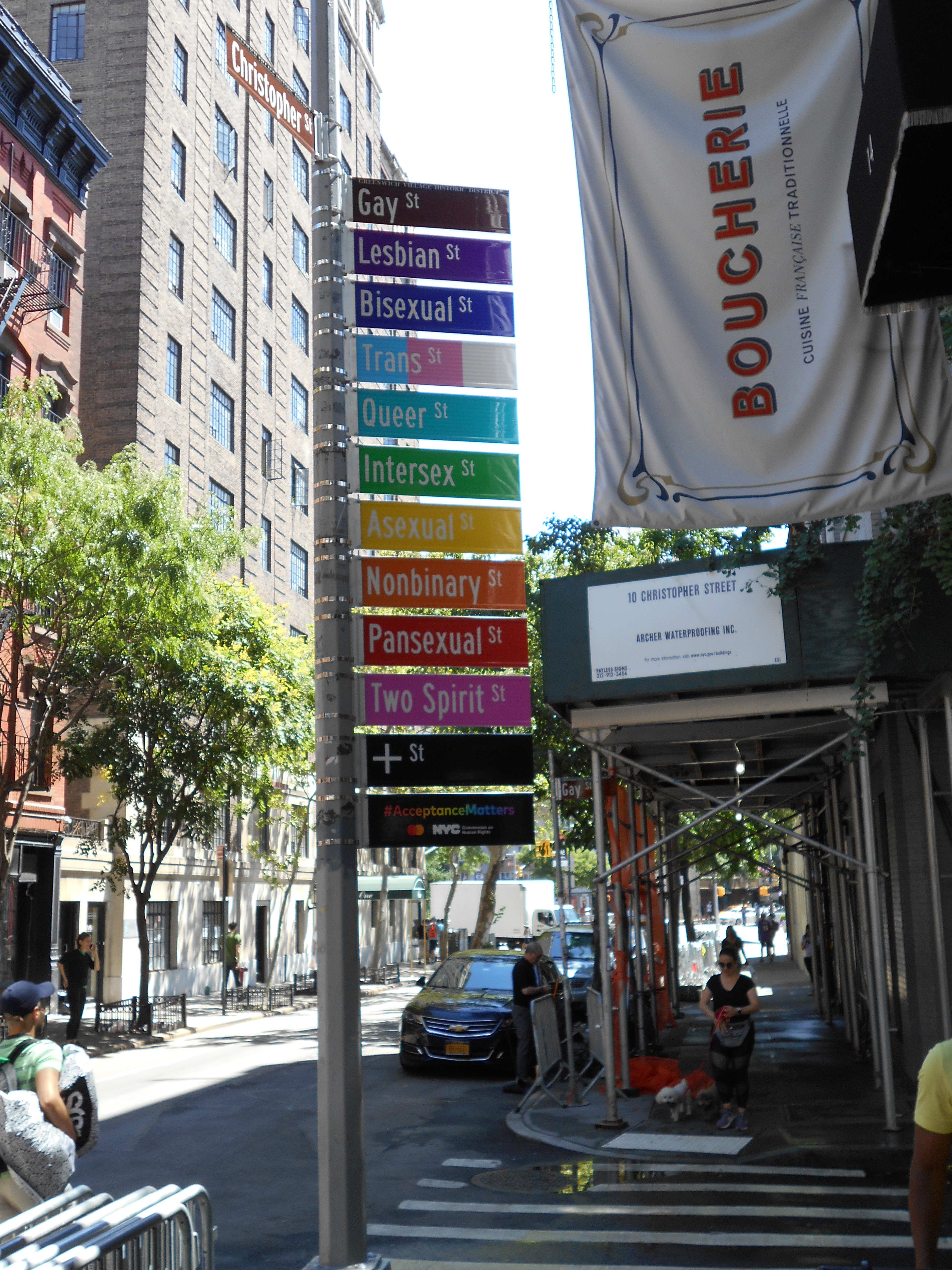
Die Vielfalt der LGBT-Szene, dargestellt in einem Straßenschild an der berühmten Christopher Street in New York City (2019)

LGBT ist eine aus dem englischen Sprachraum übernommene Abkürzung für Lesbian, Gay, Bisexual and Transgender (lesbisch, schwul, bisexuell und transgender). Mittlerweile hat sich LGBT als Kurzform für viele Geschlechter, Geschlechtsidentitäten und sexuelle Orientierungen durchgesetzt, die von zweigeschlechtlichen und heterosexuellen Normen abweichen. Alle Untergruppen fordern Freiheiten in Bezug auf die gesellschaftlich geprägte zweigeschlechtliche Ordnung und die damit verbundene soziale Norm der Heteronormativität (gegengeschlechtliche Liebe).
Zunächst kam im Englischen LGB auf als Zusammenschluss von Personen mit den entsprechenden sexuellen Orientierungen im Kampf gegen Diskriminierungen (vergleiche Heterosexismus). Dieser Sammelbewegung schlossen sich bald Gruppen von Transgender-Personen an, die sich nicht mit dem ihnen bei Geburt zugewiesenen Geschlecht identifizierten (vergleiche Cisgender). Die Kategorie „Transgender“ bezieht sich nicht auf die sexuelle Orientierung der Betroffenen, sondern auf ihre Geschlechtsidentität (ihr Gender). Die Nähe zu den drei erstgenannten Gruppen ergibt sich historisch aus den Diskussionen um dritte Geschlechter und der sozial wirkenden Heteronormativität. Weil sich mit einem Wechsel der geschlechtlichen Zuordnung auch die Kategorisierung der sexuellen Orientierung ändert, wird von Transgender-Personen gemeinsam mit der LGB-Bewegung das Recht gefordert, die eigene Sexualität ausleben zu dürfen, über Homosexualität hinausgehend. Obwohl einzelne Interessensgruppen wie beispielsweise die britische LGB Alliance gegen die Integration von Trans-Personen in die LGB-Bewegung waren, wurde dennoch basierend auf Basis der genannten gemeinsamen Forderung die Ergänzung der Abkürzung „LGB“ um das „T“ begründet.

Mit dem Aufkommen der Queer-Theorie schlossen sich weitere queere Personen der Sammelbewegung an (LGBTQ). Im Folgenden wurde die Bezeichnung teilweise weiter ergänzt mit „I“ für intergeschlechtliche Personen, dann mit „A“ für asexuelle, aromantische und agender Personen und schließlich mit einem Pluszeichen + oder Trans-Sternchen * als Platzhalter für weitere Geschlechtsidentitäten (LGBTQIA+). Ab der Jahrtausendwende waren diese Abkürzungen derart verbreitet, dass sie weltweit von vielen Gruppen und deren Medien verwendet und dadurch zum Internationalismus wurden. Seit Juli 2014 gibt es im Internet die Top-Level-Domain .lgbt. Auch die UN-Menschenrechtskommission verwendet die Kurzform LGBT in ihrer Kampagne „UN Free & Equal“. In Deutschland nennt das Regenbogenportal des Bundesfamilienministeriums die Abkürzungen LSBT, LSBTI, LSBTIQ oder LSBTI* (siehe unten). Die Bundeszentrale für politische Bildung veröffentlichte 2017 ein LSBTIQ-Lexikon.

## Geschichte
Bis nach dem Zweiten Weltkrieg wurde der Begriff drittes Geschlecht als Sammelbegriff für Menschen, die von heteronormativen Regeln abweichen, verwendet. Beginnend mit Magnus Hirschfeld und vor allem ab Ende der 1940er Jahre wurde in der Wissenschaft immer mehr zwischen Homo- und Transsexualität unterschieden, und der Begriff drittes Geschlecht wurde aufgegeben. Besonders in den 1940er Jahren bis Anfang der 1970er Jahre verwendeten einige statt des medizinisch klingenden, durch die Überbetonung des Sex leicht zu Missverständnissen führenden und stark negativ belasteten Wortes homosexuell den Begriff homophil als Selbstbeschreibung, der die Liebe hervorheben sollte. Es waren oft konservativere Personen, die auch eine sehr starke Anpassung an die heterosexuelle Mehrheitsgesellschaft guthießen. Besonders ab Stonewall 1969 verwendeten progressivere Personen die zu Geusenwörtern gewordenen Begriffe gay oder schwul.
Durch die stärkere Zusammenarbeit der Schwulen- mit der Lesbenbewegung, die auch stark mit der Frauenbewegung verknüpft ist, wurde die Forderung nach einer eigenen Identität laut, und es wurden immer mehr die Wortfolgen „Schwule und Lesben“, „schwul-lesbisch“ oder „gay and lesbian“ verwendet, um klarzustellen, dass auch lesbische Belange gemeint sind. Oft wurde auch den Frauen im Namen der Vortritt gelassen, unter anderem, weil sie weniger oft bemerkt werden. Im Alltagsgebrauch in der Szene wird auch oft „schwullesbisch“ oder „gaylesbian“ verwendet.
In den 1970er Jahren begann sich die bisexuelle Gemeinschaft zu emanzipieren. Sie forderte, als eigenständige Gruppe betrachtet zu werden, wollte aber teilweise mit den schon etablierten Verbänden zusammenarbeiten. Durch die herrschende Heteronormativität wurden Bisexuelle oft als Schwule und Lesben angesehen. Andererseits gab es Differenzen, da sich einige Lesben und Schwule sträubten, Bisexuelle als solche zu akzeptieren, und ihnen Feigheit vor einem Coming-out und damit manchmal sogar den Verrat an der Bewegung vorwarfen. Zusätzlich war in den späten 1970er Jahren und Anfang der 1980er Jahre die erste Euphorie nach Stonewall verflogen und AIDS betrat die Bühne der Zeitgeschichte. Auch durch Letzteres angestoßen, kamen Ende der 1980er Jahre vermehrt die Bezeichnungen „gay, lesbian and bisexual“ beziehungsweise „Schwule, Lesbische und Bisexuelle“ auf. Wegen der Langatmigkeit, alle Gruppen aufzuzählen, wurde in der englischsprachigen Welt immer öfter die Abkürzung „GLB“ beziehungsweise „LGB“ benutzt. Im deutschsprachigen Raum konnte sich die Abkürzung „LSB“ kaum durchsetzen und noch weniger „SLB“. Hier wurde immer mehr dazu übergegangen, mit den vorhandenen Worten zu spielen und oft durch Binnenmajuskel verdeutlichte Akronyme wie vor allem LesBiSchwul oder auch „schwuLesBisch“ zu verwenden. Auch die Newsgroup „de.alt.soc.lesbischwul“ hat daher ihren Namen. Das englische Pendant LesBiGay beinhaltet zugleich das Wortspiel Let’s be gay! („Lass uns schwul sein“).
Unter anderem die Verbreitung von Ideen aus der Queer-Theorie und die Genderforschung in anderen Kulturen und Zeiten führten dazu, dass die Gruppierungen sich wieder näher kamen. Erst in den 1990er Jahren wurde es üblich, von gay, lesbian, bisexual and transgender people beziehungsweise „Schwulen, Lesben, Bisexuellen und Transgendern“ zu sprechen. Da die oftmalige Aufzählung aller Betroffenen der sexuellen Minderheiten immer sehr langatmig und platzraubend ist, wurde Mitte der 1990er Jahre das erweiterte Akronym „LGBT“ oder seltener auch „GLBT“ üblich und hat sich recht schnell bis zur heutigen oftmaligen Verwendung durch Vereine und Organisationen verbreitet, vor allem in den englischsprachigen Ländern, aber auch im deutschsprachigen Raum und in vielen anderen Ländern. Sogar im sonst sehr auf Sprachtreue Wert legenden Frankreich hat sich diese Bezeichnung durchgesetzt. Die deutschsprachigen Pendants „LSBT“ oder „SLBT“ sind weniger verbreitet. Sprachenspezifische Akronyme gibt es dagegen in Esperanto (GLAT), Ungarisch (LMBT), Norwegisch (LHBT), Schwedisch (HBT), Spanisch aus Spanien, Katalanisch und Galizisch (LGTB), Schottisch-Gälisch (LCDT) und Hebräisch (להט״ב, „lahatab“, lhtb). An die Schrift angepasste Varianten gibt es bei Kyrillisch (ЛГБТ).
Immer öfter wird queer („seltsam, sonderbar“) als Synonym verwendet, insbesondere in Namen, da es ein Anglizismus, kein Kunstwort und nur eine Bezeichnung ist. Darunter wird prinzipiell alles von der Heteronormativität Abweichende verstanden. Da es zum Modewort geworden ist, stecken aber vor allem bei kommerziellen Namensverwendungen – im Gegensatz zu „Queer-Studies“-Universitätsinstituten und ähnlichem – oft nur Teilbereiche dahinter.
Im Jahr 2016 kam eine Online-Umfrage unter knapp 12.000 Personen in der Europäischen Union zu dem Ergebnis, dass sich in Deutschland 7,4 % der Bevölkerung dem LGBT-Spektrum zuordnen. Bei den 9 europäischen Ländern mit statistisch signifikanten Ergebnissen belegte Deutschland damit den Spitzenplatz, vor Spanien (6,9 %) und England (6,5 %). Mit 1,5 % ordneten sich in Ungarn die wenigsten Personen der LGBT-Community zu.
 Das deutsche Regenbogenportal des Bundesfamilienministeriums definiert „LSBT, LSBTI, LSBTIQ, LSBTI*“ im Jahr 2019 als: „LSBTIQ oder ähnliche Zusammensetzungen dienen als Abkürzung für Lesben, Schwule, Bisexuelle, trans-, intergeschlechtliche und queere Menschen.“
Das Gender-Portal der Universität Duisburg-Essen definiert im Jahr 2020 die Bezeichnung LSBTI* wie folgt: „Der Sammelbegriff wird als politischer Begriff verwendet, um auf die Marginalisierung und Ausgrenzung bestimmter Begehrens- und geschlechtlicher Lebensformen aufmerksam zu machen und für die gesellschaftliche Anerkennung zu kämpfen. LSBTI* zeigt vor allem den solidarischen Zusammenschluss verschiedener Gruppierungen an, die die Erfahrung von gesellschaftlicher, rechtlicher und politischer Ausgrenzung und Verfolgung aufgrund ihres Geschlechts und/oder ihres Begehrens teilen.“

## Indikatoren zur LGBT-Situation weltweit

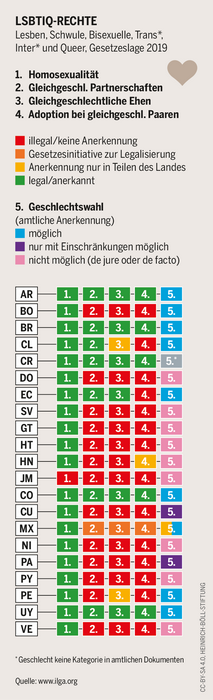
Rechtliche Lage in Latein-Amerika (Infografik der Heinrich-Böll-Stiftung)

Ende 2019 veröffentlichte die konservative Londoner Denkfabrik Legatum Institute zwei sogenannte „soziale Indikatoren“ zur Situation von LGBT-Personen in 167 Staaten als Teil ihres jährlichen Wohlstandsindikators Legatum Prosperity Index (PI):
1. Wahrgenommene Toleranz von LGBT-Personen, gemäß Gallup-Befragungen von 130.000 Personen weltweit: „Ist deine Stadt/Region ein guter Ort zum Wohnen für schwule/lesbische Personen?“
2. Rechte von LGBT-Personen, gemäß Auswertungen der ILGA zur Legalität von Homosexualität (1), eingetragener Partnerschaft (2) und gleichgeschlechtlicher Ehe (3)

Der erste Indikator untersucht subjektive Eindrücke der befragten LGBT-Personen, der zweite das positive Recht in den betreffenden Staaten.
Die wahrgenommene Toleranz hat sich demnach in 111 Staaten verbessert und stieg weltweit von rund 25 % (2009) auf rund 33 % (2019). Island liegt demnach auf Rang 1 (92 %), Tadschikistan – als Staat mit der niedrigsten Toleranz – liegt auf Rang 167 (1 %).
Von den drei LGBT-Rechten haben 55 Staaten keines, nur 26 haben alle, 12 haben zwei, 74 nur eines: gesetzlich erkennen sie Homosexualität an (de jure), aber nicht immer im praktischen Leben (de facto).
Die beiden Angaben gehören zu den insgesamt 27 Indikatoren des Bereichs „Persönliche Freiheit“ (Personal Freedom), einer von 12 Unterindizes des Prosperity Index und Teil des Bereichs „Inkludierende Gesellschaften“ (Inclusive Societies).
 Die folgende Kurzliste zeigt die drei D-A-CH-Länder im Vergleich zu anderen, die den jeweils ersten Rang belegen, zusammen mit Änderungen zu 2009, dem Unterindex zur persönlichen Freiheit (Länderliste) und dem Gesamtergebnis des PI (Länderliste):
| Staat (2019) | LGBT- Tole- ranz | Rang (+/−) | 2009 | LGBT- Rech- te | Rang (+/−) | 2009 |       | Pers. Frei- heit | Rang (+/−) | 2009  |  | PI    |
| ------------ | ---------------- | ---------- | ---- | -------------- | ---------- | ---- | ----- | ---------------- | ---------- | ----- |  | ----- |
| Island       | 92 %             | 1 (+1)     | 82 % | 3              | 1 (+16)    | 1    |       | 89,05            | 6 (0)      | 88,67 |  | 80,72 |
| Norwegen     | 90 %             | 2 (+13)    | 61 % | 3              | 1 (0)      | 3    | 94,56 | 1 (+1)           | 90,75      | 83,64 |  |       |
| Dänemark     | 88 %             | 4 (+7)     | 65 % | 3              | 1 (+16)    | 1    | 92,88 | 2 (+2)           | 88,62      | 83,96 |  |       |
| Schweiz      | 79 %             | 11 (+9)    | 56 % | 2              | 27 (−19)   | 2    | 85,98 | 12 (+3)          | 83,84      | 83,64 |  |       |
| Finnland     | 79 %             | 11 (+11)   | 54 % | 3              | 1 (+16)    | 1    | 90,76 | 3 (+7)           | 85,89      | 82,39 |  |       |
| Deutschland  | 73 %             | 19 (+1)    | 56 % | 3              | 1 (+7)     | 2    | 85,26 | 13 (−2)          | 85,35      | 81,14 |  |       |
| Österreich   | 70 %             | 22 (+19)   | 34 % | 3              | 1 (+16)    | 1    | 83,51 | 17 (+1)          | 79,95      | 80,26 |  |       |

## Ähnliche Abkürzungen
FLINTA
Das Akronym FLTI* erklärte 2017 das LSBTIQ-Lexikon der Bundeszentrale für politische Bildung: „FLTI* steht als Abkürzung für Frauen, Lesben, Trans*, Inter* und wird oft für (Schutz-)Räume verwendet, zu denen Cis-Männer keinen Zutritt haben. Der Asterisk* (das Sternchen ‚*‘) am Ende der Abkürzung dient als Platzhalter zur Inklusion (Einbeziehung) von allen nicht-binären Geschlechtsidentitäten.“ Aus dieser Abkürzung entwickelte sich in der Folge FINTA (Frauen, Intergeschlechtliche, Nichtbinäre, Transgender- und Agender-Personen), Schließlich wurde vorne ein L für Lesben ergänzt und ein Trans-Sternchen für weitere Identitäten angehängt: FLINTA*. Anfang 2022 erklärt das Queer-Lexikon der Berliner Tageszeitung Der Tagesspiegel: „Der Begriff FLINTA* wird oftmals verwendet, um deutlich zu machen, wer in bestimmten Räumen und bei bestimmten Veranstaltungen willkommen ist.“
GSD
Die umfassendere Abkürzung GSD (Gender and Sexual Diversity „Geschlechtliche und sexuelle Vielfalt“) wurde 2013 von Dominic Davies und Pamela Gawler-Wright als Alternative zu LGBT vorgeschlagen. Die Abkürzung LGBT würde viele verwandte Gruppen nicht enthalten. Statt die Abkürzung etwa mit LSBTTIQ immer weiter zu erweitern, soll GSD eine kurze, aber umfassendere Beschreibung ermöglichen.

## Internationale Aktionstage
- 31. März:
Internationaler Tag für trans* Sichtbarkeit (International Transgender Day of Visibility: TDoV), seit 2009 begangen zur Demonstration der Leistungen und Erfolge von transgender und gender-nonkonformen Menschen.[23][24][25]
- 17. Mai:
Internationaler Tag gegen Homo-, Bi-, Inter- und Transphobie (International Day Against Homophobia, Transphobia and Biphobia: IDAHOBIT), seit 2005 begangen, um auf die Diskriminierung und Benachteiligung von Menschen aufgrund ihrer sexuellen Orientierung oder Geschlechtsidentität hinzuweisen.[26]
- 14. Juli:
Internationaler Tag der nichtbinären Menschen (International Non-Binary People’s Day),[27][28] zeitlich genau zwischen dem Internationalen Frauentag im März und dem Internationalen Männertag im November.
- 11. Oktober:
Coming-out-Tag (Coming Out Day: COD), Aktionstag zum Thema „Coming-out“.[29]
- Oktober, dritter Mittwoch (19. Oktober 2022):
Internationaler Tag der Pronomen (International Pronouns Day), 2018 ins Leben gerufen von einer Initiative, um den Respekt und das Teilen von persönlichen Pronomen (Fürwörtern) sowie die allgemeine Bildung dazu zu verstärken.[30][31][32]
- 26. Oktober:
Intersex Awareness Day zur Anerkennung einer dritten Geschlechtsoption in Australien 1996.[33]
- 08. November:
Tag der inter* Solidarität (Intersex Day of Remembrance oder Intersex Solidarity Day) am Geburtstag von Abel Barbin.[34][35]
- 20. November:
Gedenktag für die Opfer von Transphobie (Transgender Day of Remembrance: TDoR), 1998 begründet von Gwendolyn Ann Smith, um der Opfer transphober Gewalt zu gedenken.[36][37]

## Kritik
Gruppenzugehörigkeit und Sprachverwendung
Das Gender-Portal der Universität Duisburg-Essen stellt im Jahr 2020 fest, dass „LSBTI*“ als Bezeichnung umstritten sei, „weil damit identitätspolitische Ansprüche und Festlegungen einhergehen, die nicht von allen gewollt sind und der Pluralisierung der Lebens- und Begehrensformen“ entgegenliefen.
So kritisierten im Jahr 2015 einige Transgender-Personen, dass die häufige Verwendung der Bezeichnung LGBT suggeriere, dass sie alle lesbisch oder schwul seien. Tatsächlich aber können Transgender-Menschen auch eine heterosexuelle Orientierung haben. Oft wird die Bezeichnung auch verwendet, wenn es nur um schwule Cisgender-Männer und lesbische Cisgender-Frauen geht. Folglich gibt es die Forderung, das „T“ wieder von „LGB“ zu trennen, da Gender und Geschlechtsidentität ein wesentlich anderes Thema sei als sexuelle Orientierung. Andere Transgender-Personen bewerten die Bezeichnung LGBT als treffend, weil sie sich als Teil einer gemeinsamen Bewegung oder Szene begreifen, ohne die sie marginalisiert wären.
Manche lesbische Feministinnen kritisieren, dass es auch in der vorgeblichen LGBT-Gemeinschaft Sexismus und Frauenfeindlichkeit gebe; sie seien in der LGBT-Bewegung marginalisiert. So forderte eine Gruppe bei der Pride-Parade in London 2018, das „L“ aus „LGBT“ herauszunehmen. Die Frauen kritisierten, dass „LGBT“-Organisationen und -Veranstaltungen von Männern dominiert würden, welche die Interessen von Lesben missachteten.
Strittig diskutiert wird auch, ob der Anschluss von Anhängern der Queer-Theorie an die LGBT-Gemeinschaft dem Projekt diene. Letztlich geht es nach Tinka Greve um eine Antwort auf die emanzipationsstrategische Frage: „Führt kategoriales Denken und Handeln zum Abbau von ungerechten Strukturen, weil erst dadurch Diskriminierung erkannt und kritisiert werden kann? Oder werden Kategorien durch die ständige Wiederbenennung aufrechterhalten, obwohl doch das Ziel sein sollte, sie zu dekonstruieren?“. Vor allem traditionelle Feministinnen warnen davor, den Begriff „Frau“ zu dekonstruieren, indem das „Frau-Sein“ von Frauen problematisiert werde. Das schwäche die Frauenbewegung. Die Kraft des Topos „Wir Frauen!“ sei bisher eine der Säulen des Erfolgs der Frauenbewegung gewesen.
Über die Länge des Akronyms wird ebenfalls gestritten. Viele kritisieren, dass „LGBT“ einige weitere von der Gesellschaft abweichende Orientierungen unsichtbar macht. Daher gibt es vielgenutzte Alternativen wie „LGBTQIA+“. Q steht hier zusätzlich für Genderqueer. Das sind Menschen, welche ihr soziales Geschlecht in keine der bestehenden Kategorien einordnen wollen oder können. Außerdem kann das Q auch für queer stehen, was alle queeren Identitäten einschließen. Der Buchstabe I steht für Intersexuell. Das sind Menschen, deren physische Geschlechtsmerkmale weder eindeutig männlich noch eindeutig weiblich sind. Das A wiederum steht für Menschen, welche sich dem asexuellen, aromantischen oder auch Agender-Spektrum zuordnen, auch Aspec* genannt. Diese Menschen erleben ihre sexuelle oder romantische Anziehung zu anderen Menschen als nicht vorhanden, schwach oder abweichend. Am bekanntesten sind hierbei die Orientierungen Asexuell oder Aromantisch. Einige fordern, dass zusätzlich noch N und P genannt wird, was für Nonbinär und Pansexuell steht. Nonbinäre Menschen erleben ihr Geschlecht als weder männlich noch weiblich. Pansexuelle Menschen fühlen sich zu Menschen unabhängig ihres Geschlechtes hingezogen.

### Länder
- LGBT in Ägypten
- LGBT in Argentinien
- LGBT in Chile
- LGBT in Deutschland
- LGBT in Indonesien
- LGBT in Israel
- LGBT in Kanada
- LGBT in den Niederlanden
- LGBT-ideologiefreie Zone (umstrittene Deklarierungen in Polen)
- Russisches LGBT-Netz (Nichtregierungsorganisation)
- LGBT in Mexiko
- LGBT in Uruguay
- LGBT in den Vereinigten Staaten